# Pedro Cary
Pour les articles homonymes, voir Cary.
Pedro Cary (né le 10 mai 1984 à Faro au Portugal) est un joueur international de futsal portugais. Il évolue au Portugal au poste d'ailier au Leões de Porto Salvo.

## Biographie
Il commence à jouer au tennis à l'âge de cinq ans, au club de tennis de Loulé, fondé par son père, et joue des tournois régionaux contre Rui Machado. Il pratique dans le même temps le football, le volleyball et du trampoline. 
Il se met au futsal à l'âge de 15 ans. Pedro Cary joue tout d'abord pour Fontaínhas d'Albufeira, en troisième division de futsal, avant de passer au Melilla FS, en Espagne. Puis il évolue pendant trois saisons à Belenenses, avant d’atterrir au Sporting en 2010/11.
Pedro Cary est international portugais. Il fait partie de l'équipe portugaise qui est finaliste de l'Euro en 2010, puis vainqueur en 2018.

## Palmarès

### Avec leSporting CP
- Champion du Portugal de futsal en 2010-2011, 2012-2013, 2013-2014, 2015-2016 et 2016-2017
- Vainqueur de la Coupe du Portugal de futsal en 2010, 2011, 2013 et 2016
- Vainqueur de la Supercoupe du Portugal de futsal en 2011, 2014, 2015 et 2018
- Vainqueur de la Coupe de la ligue du Portugal de futsal en 2016
- Vainqueur de la Taça de Honra da AF Lisboa en 2014, 2016 et 2017
- Vice-champion du Portugal de futsal en 2011-2012 et 2014-2015
- Finaliste de la Supercoupe du Portugal de futsal en 2012 et 2016

### Avec l'équipe du Portugal de futsal
- Vainqueur du Championnat d'Europe de futsal en 2018
- Finaliste du Championnat d'Europe de futsal en 2010